# Шамхорская резня
Шамхорская резня, Шамхорская бойня или Шамхорские события — инцидент, произошедший в январе 1918 года в районе железнодорожной станции Шамхор между Тифлисом (ныне Тбилиси) и Елизаветполем (ныне Гянджа). С целью завладения вооружением возвращавшихся с Кавказского фронта домой русских солдат, было совершенно нападение татарских (согласно переписи населения 1897 года и терминологии того времени, согласно современной и далее в статье — азербайджанцы) вооружённых банд.
В нападении на эшелоны приняли участие военнослужащие первого конного Татарского полка из состава так называемой Дикой дивизии, мусаватисты, а также местные жители (азербайджанцы, в основном крестьяне).

## Предыстория
Революционные события, происходившие в 1917 году в России и Кавказском регионе, не могли не сказаться на боеспособности Кавказской армии.
5 (18) декабря между Османской империей и Закавказским комиcсариатом было заключено Эрзинджанское перемирие, предусматривавшее прекращение боевых действий. 6 (19) декабря Закавказский комиссариат постановил «демобилизовать, по возможности, армию», «национализировать» отдельные воинские части, вооружить националистические элементы и создать «специальный орган для руководства борьбой с большевиками».
Весть о перемирии с турками привела к массовому исходу солдат с фронта. Закавказским комиссариатом было принято решение о разоружении отходивших с фронта войск, что вызвало крайне негативную реакцию в воинских частях, не желавших сдавать оружие. Второй Кавказский краевой армейский съезд, прошедший в Тифлисе 23 декабря (5 января), постановил, чтобы части возвращались на родину с оружием в руках в целях образования на местах рабоче-крестьянской Красной гвардии. Большевики и левые эсеры, имевшие большинство на съезде, провели резолюцию с отказом признать власть Закавказского комиссариата. Когда же меньшевики, эсеры и дашнаки при поддержке Тифлисского совета объявили это решение нелегитимным, избранный на съезде большевистско-левоэсеровский Краевой Совет армии создал свой исполнительный орган — Военно-революционный комитет армии, предложивший создавать в частях и гарнизонах ВРК для захвата власти на местах.
В декабре по предложению штаба Кавказского фронта началась мусульманизация отдельных частей. Соответствующий приказ появился 18 (31) декабря. В тот же день Закавказский комиссариат объявил о создании новой армии, включавшей в себя наряду с Грузинским и Армянским корпусами и Мусульманский корпус. Формирование корпуса из мусульман Закавказья в районе Елизаветполя (Гянджи) было официально начато на следующий день согласно приказу № 155 главнокомандующего войсками Кавказского фронта генерала Пржевальского. Мусульманский корпус создавался на добровольческих началах. В его состав влилась лишь одна регулярная часть — первый конный Татарский полк, прибывший в район Елизаветполя осенью 1917 года с Западного фронта, где он находился в составе так называемой Дикой дивизии. При участии этого полка было проведено разоружение и мусульманизация дислоцировавшегося в Елизаветполе 219‑го запасного полка, значительную часть которого составляли армяне и русские. В результате именно с этого в Елизаветполе начались межнациональные столкновения.
Для вооружения национальных тюркских частей, формированием которых занялся Мусульманский национальный комитет, требовалось большое количество оружия, а поскольку основные воинские склады располагались в Тифлисе и Сарыкамыше, то мусульмане оказались удалены от дележа вооружений и военного имущества. Поэтому азербайджанские лидеры были ярыми сторонниками полного разоружения отходивших частей.
Близость интересов Грузинского национального совета и Мусульманского национального комитета сыграла важную роль в принятии решения о начале разоружения уходящих войск. Грузинские лидеры, не желая ни с кем делиться находившимся под их контролем вооружением и военным имуществом, фактически согласились на то, чтобы Мусульманский национальный комитет самостоятельно осуществлял разоружение и захват оружия у неподконтрольных частей. 6 (19) января за подписью председателя президиума Кавказского Краевого центра Советов Ноя Жордании всем местным Советам была направлена телеграмма следующего содержания: «Краевой центр Совета рабочих, солдатских и крестьянских депутатов постановил предложить всем Советам принять меры к отобранию оружия у отходящих частей и о каждом случае доводить до сведения Краевого центра». Сам Жордания впоследствии отрицал, что подписывал эту телеграмму.
Операцией по разоружению на железнодорожных станциях руководил грузинский князь полковник Л. Магалов, военными действиями непосредственно руководили азербайджанские политические деятели А. Сафикюрдский и доктор Худадат-бек Рафибеков.
Стихийные попытки захвата оружия татарскими (азербайджанскими) бандами и до этого происходили регулярно на станциях железной дороги от Тифлиса до Баку с конца 1917 года. Обстановка анархии и вседозволенности способствовала нападениям на сами станции и проходившие составы — как воинские эшелоны, так и пассажирские поезда. Ситуация в регионе и на железной дороге была близка к критической и до шамхорских событий. Сохранность эшелонов и безопасность пассажиров практически никем не обеспечивались. Ситуацию в Елизаветпольской губернии и вдоль железной дороги контролировали местные татарские банды, занимавшиеся грабежом и разбоем и частично подчинявшиеся Елизаветпольскому мусульманскому совету. Их численность оценивается в 10 тыс. и даже более, учитывая то, что мужское мусульманское население Закавказья было
освобождено от несения воинской повинности.

## Ход событий
9 (22) января у станции Шамхор грузинский заградительный отряд на бронепоезде во главе со штабс-ротмистром Абхазавой преградил путь эшелону с солдатами и потребовал сдать оружие. Последние ответили отказом. Пока шли переговоры, к станции подоспели тысячи пеших и конных азербайджанских крестьян, желавших взять «свою долю оружия», и спешно вырыли окопы вдоль эшелонов. Постепенно к станции стянулись ещё несколько эшелонов с солдатами. Во время переговоров начальник бронепоезда Абхазава проявил «излишнее рвение». После некоторых трений солдаты согласились сдать орудия одной из своих батарей. В это же время, по словам С. И. Верещака, «толпы наседавших татар бросились грабить вагоны первого эшелона», в результате чего началась «бойня». По словам А. А. Столыпина, бой начался из-за того, что артиллерийский фельдфебель-коммунист незаметно навёл орудие на открытую дверцу преградившего путь эшелонам бронепоезда и произвёл выстрел, в результате чего «и поезд, и Абхазала [Абхазава], и его помощники скатились под откос». По сообщению С. И. Верещака, бронепоезд был загнан в тупик и разбит артиллерийским огнём, а «трупы убитых татар усеяли линию железной дороги».
По мнению В. П. Булдакова, «фронтовикам, вероятно, удалось бы расчистить себе путь», но один из снарядов попал в большой резервуар с нефтью, в результате чего начался пожар. От него взорвалось ещё несколько ёмкостей с горючим, которое потекло по канавам вдоль железнодорожного полотна. Огнём охватило передние вагоны, в которых находились солдаты.
Тем временем нападавшие продолжали обстреливать остальные вагоны из окопов. Бой продолжался около трёх суток. По словам А. А. Столыпина

В результате большевики сдались, отдали оружие, но на этом дело не кончилось, началось то, что татары именуют «мала-мала резил» и «хамазум карабчи».

Были сожжены составы нескольких эшелонов; заодно ограблен и сожжён пассажирский поезд из Тифлиса; часть пассажиров убита, и много женщин изнасиловано. Сгорел чудесно оборудованный санитарный поезд.— А. А. Столыпин. Записки драгунского офицера. 1917—1920 гг.
О том, что жертвами нападавших стали обезоруженные солдаты, сообщают и другие исследователи.
В ходе предпринятого штурма азербайджанцы получили в качестве трофеев около 15 тысяч винтовок, от 70 до 100 пулемётов, два десятка пушек и другое оружие, большая часть которых оказалась в руках местных шаек и банд 
Согласно азербайджанскому историку Джамилю Гасанлы важную роль в прекращении столкновений сыграли отец и сын Рафибековы, Ш. Рустамбеков и А. Сафикюрдский, которые провели 11 января переговоры с командованием русских войск. Врач Рафибеков оказал раненым русским солдатам посильную медицинскую помощь. Однако российский историк Вадим Муханов подверг жесткой критике данное мнение, заявив что озвученные азербайджанским историком личности являлись идеологами и организаторами бойни. Кроме этого Муханов подверг критике Д.Гасанлы , за его попытку занизить и преуменьшить число погибших солдат, а также за его желание приписать армян к произошедшим событиям.  Как отмечает российский историк, случаев грабежа и нападения на солдат Кавказского фронта со стороны армян не зафиксированно. По словам В. Муханова, азербайджанский ученый в своих работах создает далекую от реальности картину не только Шамхорских событий, но и всей ситуации в регионе. Таким образом он сознательно искажает ход и последствия Шамхорского столкновения.
Эшелоны с русскими солдатами проследовали в Баку, где были произведены похороны погибших, а информация о событии получила огласку.

## Последствия
Этот трагический инцидент азербайджанцы рассматривали как своё боевое «крещение», в результате которого они получили большое количество оружия, и одновременно с этим вызвали шок и ярость бакинских большевиков. Русские войска в ответ уничтожили десятки азербайджанских селений. По воспоминаниям Б. Л. Байкова

Вынужденные двигаться в ту же сторону, то есть на Елизаветполь—Баку, воинские части, озлобленные участью своих боевых товарищей, пошли дальше уже как по вражеской стране, сметая по всему пути всё татарское население, принимавшее и не принимавшее участие в кровавых Шамхорских и иных нападениях. Местами войска шли боевым порядком, громя всё из орудий и пулемётов. В результате было действительно разгромлено уходившими с фронта войсками много цветущих аулов, посёлков и местечек.— Б. Л. Байков. Воспоминания о революции в Закавказье (1917—1920 гг.)
На состоявшейся позднее в Тифлисе сессии местных советов в произошедшем в Шамхоре обвинили Ноя Рамишвили. Газета «Бакинский рабочий» возложила ответственность не только на Жорданию и Рамишвили, но и на Мусульманский национальный комитет в Елизаветполе.
Известие о шамхорской резне вызвало возмущение в народных массах. По призыву большевиков на многих предприятиях Тифлиса была проведена политическая забастовка протеста, кроме того, более месяца бастовали рабочие Тквибульских каменноугольных копей. За шамхорскими событиями последовали организованные нападения на русских в Азербайджане. Также резня ожесточила революционных солдат, что привело к кровавым мартовским событиям в Баку.
Как отметил В. П. Булдаков, — «На деле это тот случай, когда революционный хаос обернулся общей трагедией». Многие из выживших русских солдат в дальнейшем стали непримиримыми и безжалостными противниками как белого движения, так и различных горских народов. Как отмечает российский историк Вадим Муханов, Шамхорское столкновение отразилось на моральном и психологическом состояние солдат, которые пережив все тяготы военной жизни, по пути домой подвергались нападению со стороны азербайджанского населения. Кроме этого Шамхорские события прямо повлияли на ситуацию во всем регионе, которая скатилась к анархии. Почти каждый день стали происходить столкновения азербайджанцев и армян

## Число жертв
В различных источниках указывается, что число погибших в результате «бойни» было от 1000 до более чем 2000 русских солдат. Однако, ряд исследователей считает эти числа явно завышенными, полагая, что убито было несколько сотен русских солдат и офицеров.
Число убитых и раненых со стороны нападавших осталось неизвестным. По словам С. И. Верещака, их «число трудно было установить», так как много трупов сгорело и «много было увезено односельчанами».
В. П. Булдаков отмечает, что «количество убитых и заживо сгоревших с той и другой стороны оказалось невозможно подсчитать». М. А. Волхонский и В. М. Муханов отмечают лишь, что «количество жертв с обеих сторон было огромным». Другие авторы указывают, что результатом шамхорской бойни стали тысячи жертв. И. С. Ратьковский полагает, что общее число погибших и раненых с обеих сторон превышало 5 тыс. человек.